# Люди дождя
«Люди дождя» (англ. The Rain People) — американский кинофильм, снятый в 1969 году режиссёром Фрэнсисом Фордом Копполой. Фильм получил приз «Золотая раковина» на фестивале в Сан-Себастьяне в 1969 году.

## Сюжет
Обнаружив, что беременна, домохозяйка Натали Равенна решила, что нуждается в отдыхе от брака. Она путешествует через Соединенные Штаты. По пути она встречает человека со странной кличкой Убийца с прошлым, о котором он не готов говорить. Это вынуждает Натали спрашивать себя: должна ли она остаться с Киллером или возвратиться к своему мужу Винни? Всё ещё более усложняется, когда у Натали появляется связь с красивым, но одиноким полицейским патрульным Гордоном.

## В ролях
- Джеймс Каан — Киллер
- Ширли Найт — Натали Равенна
- Роберт Дюваль — Гордон
- Мария Зиммет — Розали
- Том Элдридж — мистер Алфред
- Лора Крюз — Эллен
- Эндрю Данкан — Арти
- Маргарет Фэрчайлд — Мэрион
- Салли Грэйси — Бет
- Роберт Модика — Винни Равенна
- Алан Мэнсон — Лу